# Dê Tây Ban Nha

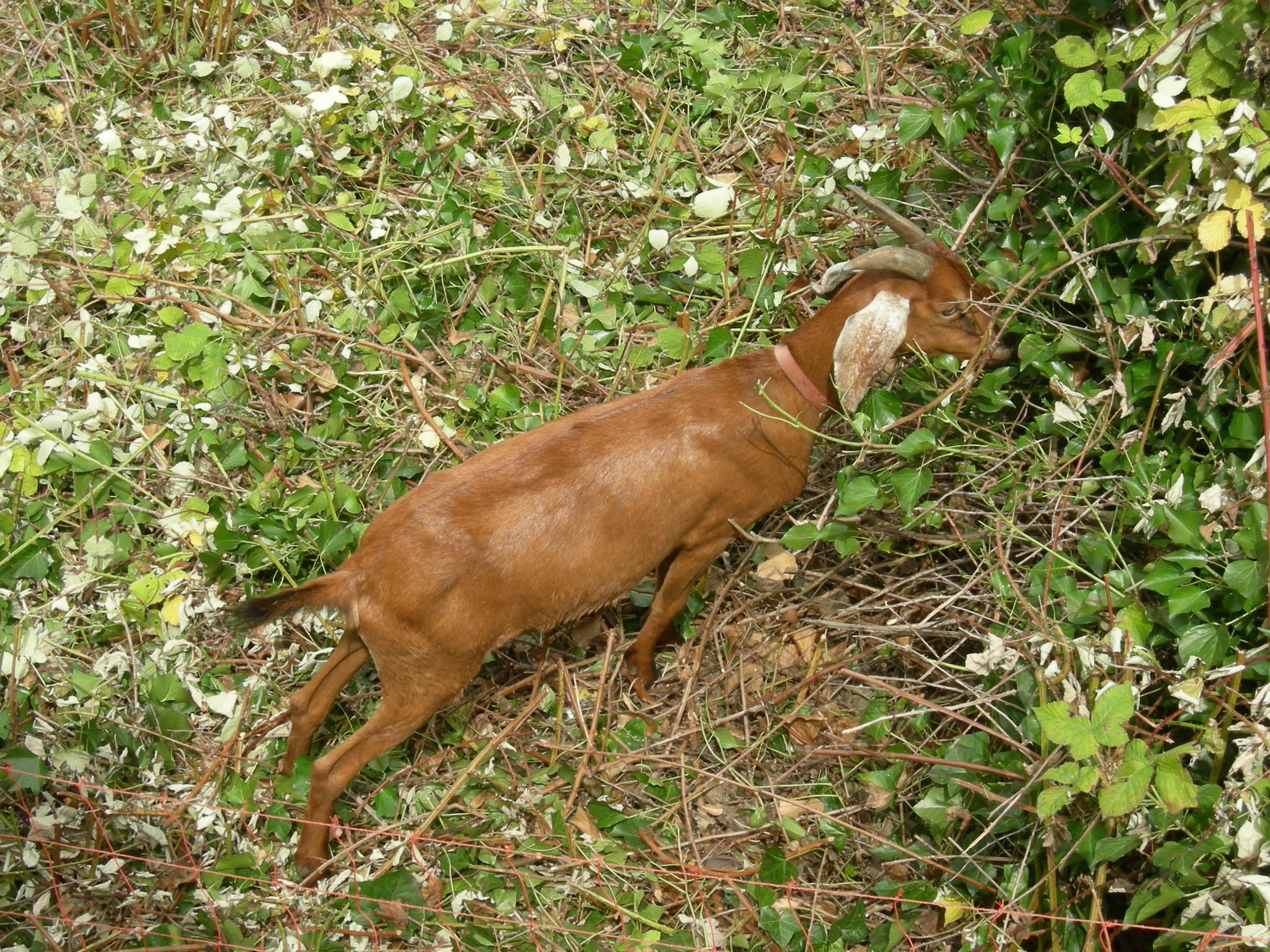
Một con dê Tây Ban Nha

Dê Tây Ban Nha hay còn gọi là dê bụi là một giống dê có nguồn đến từ Tây Ban Nha qua Mexico đến Mỹ. Nó bây giờ là một loại dê cho thịt và loại dê ăn cây bụi được tìm thấy rộng rãi ở Hoa Kỳ, ỏ Đông Nam Bộ Hoa Kỳ và các nơi khác, chúng thường được gọi là "dê miền rừng" (Florida), "dê cọ" hoặc "briar" (Bắc Carolina, Nam Carolina), "dê đồi" (Virginia) và "dê chà" (trung tây Pennsylvania). Cho đến gần đây, những con dê này được nuôi giữ chủ yếu để dọn sạch cỏ trên thảm thực vật và các loài thực vật không mong muốn khác từ vùng đồng cỏ theo kiểu chăn thả bảo tồn. Những con dê Boer đã được lai tạo với dê Tây Ban Nha cho thịt dê trong những năm 1980.

## Lịch sử
Khoảng thế kỷ 16, những nhà thám hiểm Tây Ban Nha đã mang những con dê đất từ quê hương của họ đến Quần đảo Caribê và những khu vực mà sau này trở thành Hoa Kỳ và Mexico. Một số loài dê rừng Tây Ban Nha tồn tại trong lãnh thổ của chúng ở Tây Ban Nha nhưng tồn tại thông qua các dòng máu mang đến vùng Tân thế giới. Dê Tây Ban Nha rất khỏe mạnh và có thể phát triển mạnh trong môi trường khó khăn. Những con dê thuần chủng của Tây Ban Nha đã được lai tạo với các giống dê nhập khẩu để sản xuất thịt và thịt dê. Tuy nhiên, do số lượng lai giống, dê Tây Ban Nha đang bị đe dọa, và xuất hiện trong danh sách theo dõi của các loài chăn nuôi Mỹ. 

## Đặc điểm
Con dê Tây Ban Nha có khả năng sinh sản trong mùa động dục, và là một những con dê thả rông tuyệt vời vì vú nhỏ và núm vú của nó. Ngoài ra, dê Tây Ban Nha rất cứng rắn, có khả năng sống sót và phát triển mạnh trong điều kiện bất lợi về nông học, chỉ với đầu vào quản lý hạn chế. Trong nhóm chung của những gì được gọi là "dê Tây Ban Nha", có những con dê hoàn toàn là nguồn gốc Tây Ban Nha, nhưng thuật ngữ này đã được sử dụng để đại diện cho một hỗn hợp của tất cả các kiểu gen được du nhập trong khu vực. Đã có sự truyền đạt rõ ràng của giống dê sữa và máu của dê Angora trong nhiều đàn "Tây Ban Nha", nhưng không có nỗ lực có tổ chức đã từng được thực hiện để sử dụng chúng cho sản xuất sữa hoặc lông.
Trong những năm gần đây, nhu cầu leo thang đối với việc ăn thịt dê đã tập trung nghiên cứu vào những phẩm chất của dê Tây Ban Nha như một con dê để lấy thịt. Giống dê Tây Ban Nha đã cho thấy sự cứng rắn tuyệt vời và đã cho thấy mình là một con dê đầu vào thấp so với các giống thịt khác. Một số nhà sản xuất dê Tây Ban Nha ở Texas đã mạnh dạn lựa chọn sản xuất thịt dê tăng trong vài năm qua. Từ thông tin thu được từ những nhà sản xuất này, những con dê "được chọn" của Tây Ban Nha này xuất hiện rất tốt so với dê Tây Ban Nha thông thường được sử dụng chủ yếu để bảo tồn đồng cỏ.

## Tình trạng
Khi giống dê Boer được đưa vào Hoa Kỳ từ Nam Phi vào những năm 1990, nhiều nhà sản xuất đã chuyển từ nuôi dê Tây Ban Nha sang nuôi giống dê lai Boer hoặc dê Boer, làm giảm đáng kể dân số của dê Tây Ban Nha. Trong năm 2009, có khoảng 8.500 con dê thuần chủng của Tây Ban Nha trên toàn quốc. Chúng được tổ chức để trở thành một ưu tiên bảo tồn của Bảo tồn giống vật nuôi Mỹ, và trong năm 2007 Hiệp hội dê Tây Ban Nha được tổ chức để giúp bảo tồn giống dê này. Ngày nay, nghiên cứu thực địa đã có thể xác định các chủng khác nhau của dê thuần chủng Tây Ban Nha. Nghiên cứu thực địa này đã giúp ích trong việc mô tả các dòng máu khác nhau và khuyến khích sự phát triển của một mạng lưới các nhà nhân giống chính thức. ALBC vẫn đang định vị các quần thể dê của người Tây Ban Nha và cố gắng làm việc để bảo tồn các chủng đó. Gần đây đã có một nỗ lực để bảo tồn một chủng được tìm thấy trên một hòn đảo ngoài khơi bờ biển Nam Carolina. Loài này là một trong hai chủng được biết là tồn tại ở Đông Nam Bộ Hoa Kỳ.